# Municipio de Upper Mount Bethel
El municipio de Upper Mount Bethel  (en inglés: Upper Mount Bethel Township) es un municipio ubicado en el condado de Northampton en el estado estadounidense de Pensilvania. En el año 2000 tenía una población de 6.063 habitantes y una densidad poblacional de 53 personas por km².

## Geografía
El municipio de Upper Mount Bethel se encuentra ubicado en las coordenadas 40°52′00″N 75°07′59″O / 40.86667, -75.13306.

## Demografía
Según la Oficina del Censo en 2000 los ingresos medios por hogar en la localidad eran de $45,617 y los ingresos medios por familia eran $54,692. Los hombres tenían unos ingresos medios de $38,914 frente a los $23,906 para las mujeres. La renta per cápita para la localidad era de $21,116. Alrededor del 6,3% de la población estaban por debajo del umbral de pobreza.